# Ga Seodaesin
Ga Seodaesin là ga của Busan Metro tuyến 1 ở Seodaesin-dong, quận Seo, Busan, Hàn Quốc.

## Liên kết
- Mạng thông tin trạm từ Tổng công ty vận chuyển Busan